# Ornithopsis hulkei
Ornithopsis hulkei es la única especie conocida del género dudoso extinto  Ornithopsis  (gr. “apariencia de ave”) de dinosaurio saurópodo titanosauriforme, que vivió a principios del período Cretácico, hace aproximadamente 130 millones de años, en el Barremiense, en lo que hoy es Europa. Ornithopsis es un saurópodo de gran tamaño, que tenía 24 metros de largo. Poseía el típico arco nasal de los braquiosáuridos y largas patas delanteras comparadas con las traseras, siendo herbívoro y cuadrúpedo.
La especie tipo, Ornithopsis hulkei, fue nombrada y descrita por Harry Govier Seeley en 1870. El tipo constaba de dos vértebras dorsales, NHMUK R.2239, que se encontró en el Grupo Hastings de East Sussex y NHMUK R.28632  encontrado en la Isla de Wight en la Formación Wessex que data del Barremiense. El nombre del género se deriva del griego ὄρνις, ornis, "pájaro", en ὄψις, opsis, "cara" o "semejanza", una referencia al hecho de que Seeley consideraba que el animal era una forma intermedia que salvaba la brecha entre los pterosaurios, los pájaros y dinosaurios. El nombre específico honra a John Whitaker Hulke.
La creación de Seeley del género, sin embargo, no fue aceptada por Richard Owen, quien rechazó la interpretación evolutiva del material. Sin tener en cuenta la prioridad, por lo tanto, en 1875 lo dividió, haciendo NHMUK R2239, que había descrito en 1841 como el cuadrado de Iguanodon, el holotipo de Bothriospondylus elongatus y haciendo de NHMUK R.28632 el holotipo de Bothriospondylus magnus.
Como resultado de la división, ambas vértebras siguieron su camino nomenclatural separado. BMNH R28632  fue en 1876 hecha por Owen el tipo de Chondrosteosaurus magnus. John Whitaker Hulke hizo de NHMUK R.28632  el lectotipo de O. hulkei, convirtiendo a Bothriospondylus magnus en un sinónimo objetivo menor. En 1882, Hulke agrupó todas las vértebras de Ornithopsis y Eucamerotus bajo el nuevo nombre Ornithopsis eucamerotus junto con un conjunto de tres huesos pélvicos, NHMUK R.97, R.97a  y reconoció que el holotipo Bothriospondylus elongatus era distinto de NHMUK R.28632 en las proporciones. En 1995 William Blows restringió Ornithopsis a NHMUK R.28632, asignando otras vértebras referidas al género a Eucamerotus y coincidiendo con Hulke de 1879, el holotipo de Bothriospondylus elongatus era más antiguo que el lectotipo de Ornithopsis y no era conespecífico.
En 1887, Hulke nombró Ornithopsis leedsii para NHMUK R1984-1988, vértebras y restos parciales de una pelvis encontrados por Alfred Nicholson Leeds cerca de Peterborough. Se pensaba que el espécimen NHMUK R1984, algunas vértebras, pertenecía a la serie de sintipos, pero en realidad es un individuo diferente. Esta especie pasaría a llamarse Cetiosaurus leedsi y más tarde Cetiosauriscus leedsii, ambos considerados hoy como identificaciones incorrectas.
El holotipo de Ornithopsis hulkei es básicamente un centro que carece de la espina neural. La vértebra está fuertemente neumatizada, llena de grandes cavidades, camelas. Es estrecho, alto, tiene una cresta en la parte inferior, es opistocélica y tiene una profunda posteriormente colocado subtriangulares pleurocoelos más de dos tercios de su longitud. Estas características son compatibles con una ubicación dentro de los Titanosauriformes.

## Especies
- Ornithopsis hulkei Seeley 1870 (tipo)

### Especies reasignadas
- Ornithopsis eucamerotus Hulke 1882 - nomen dubium sinonimizado con Chondrosteosaurus gigas.
- Ornithopsis leedsii Hulke 1887 =  Cetiosaurus leedsi (Hulke 1887) Woodward 1905 = Cetiosauriscus leedsii (Hulke 1887) von Huene 1927 = nomen dubium; indeterminado más allá de Eusauropoda.[9]
- Ornithopsis greppini von Huene 1922 = Amanzia[10]